# Idioma adangme
 El idioma adangme, también conocido como dangme o adaŋgbi, es una lengua kwa hablada en el sudeste de Ghana por el pueblo dangme (dangmeli). Los dangmeli son parte del grupo étnico gã-dangme más grande. Klogbi es una variante, hablada por los kloli (pueblo klo o krobo). 

## Clasificación
El idioma adangme es parte de las lenguas kwa, que a su vez es parte de la familia Níger-Congo . Está muy relacionado con el idioma ga, ya que junto a este, conforman la rama de lenguas gã-dangme, subdivisión de las kwa. 

## Distribución geográfica
El idioma adangme es hablado en Ghana por más de 800,000 (2004). 
Es el idioma aborigen hablado en Ghana, Togo, Benín por la gente de Ada, Osudoku, Manya Krobo, Yilo Krobo, Shai, Ningo, Prampram y Kpone. El adangme es en parte mutuamente inteligible con el ga, y en menor medida, con el ewe. Sin embargo, muchas personas dangmeli también hablan o entienden al menos uno de estos idiomas, pintando la relación como asimétrica. El adangme se enseña en las áreas dangmeli como materia escolar. 
Hay seis dialectos principales que coinciden con la geografía política. Los dialectos costeros son Ada, Ningo y Prampram (Gbugbla). Los dialectos del interior son Shai (Sɛ), Krobo (Klo) y Osudoku. 

## Fonología

### Consonantes
|                    |             | Labial | Alveolar | Palatal | Velar | Labiovelar |
| ------------------ | ----------- | ------ | -------- | ------- | ----- | ---------- |
| Nasal              | Nasal       | m      | n        | ɲ       | ŋ     | ŋ͡m         |
| Oclusiva/ Africada | sorda       | p      | t        | t͡ʃ      | k     | k͡p         |
| Oclusiva/ Africada | sonora      | b      | d        | d͡ʒ      | ɡ     | ɡ͡b         |
| Fricativa          | sorda       | f      | s        |         |       |            |
| Fricativa          | sonora      | v      | z        |         |       |            |
| Aproximante        | Aproximante |        | l        | j       |       | w          |

- /m, p, b/ son bilabiales, mientras que /f, v/ son labiodentales.
- /p, b, t, d, k, g/ son oclusivas individualmente articuladas, /t͡ʃ, d͡ʒ/ son africadas (se detiene con una fuerte liberación fricativa), mientras que /k͡p, ɡ͡b/ son oclusivas doblemente articuladas.
- /l/ varía entre una aproximante lateral [l] y una vibrante múltiple [r]. [cita requerida]
- /j/ tiene un alófono fricativo [ʒ].[cita requerida]

Vocales del Dangme, de Kropp Dakubu (1987:15)

El adangme tiene 7 vocales orales y 5 vocales nasales. [4] 
|             | Anterior | Anterior | Posterior | Posterior |
| oral        | nasal    | oral     | nasal     |           |
| ----------- | -------- | -------- | --------- | --------- |
| Cerrada     | i        | ĩ        | u         | ũ         |
| Semicerrada | e        |          | o         |           |
| Semiabierta | ɛ        | ɛ̃        | ɔ         | ɔ̃         |
| Abierta     | a        | ã        |           |           |

- Las vocales anteriores no están redondeadas, mientras que las vocales posteriores sí lo están. [4]
- /i, u/ están ligeramente más abiertas que /ĩ, ũ/ . [4]
- /e, o/ son semicerradas [e, o]. No tienen contrapartes nasales. [4]
- /ɛ̃, ɔ̃/ son semiabiertas [ ɛ̃, ɔ̃], mientras que /ɛ, ɔ/ son algo más bajas (casi abiertas) [ æ,ɔ̞] . [4]
- La vocal nasal /ã/ está abierto al frente [ã], mientras que el oral /a/ está ligeramente retraído (casi al frente) [a̠] . [4]

### Tonos
Adangme tiene tres tonos: alto, medio y bajo. 

### Fonotáctica
Las posibles estructuras de sílabas son V, CV o CCV donde la segunda consonante es /l/ . 

## Sistema de escritura
El adangme está escrito con el alfabeto latina . Los tonos y la nasalización normalmente no se escriben. 
Las correspondencias ortográficas y fonológicas incluyen lo siguiente: 
- j - /dʒ/
- ng - /ŋ/
- ngm - /ŋm/
- ny - /ɲ/
- ts - /tʃ/
- y - /j/
- ɛ - /ɛ/
- ɔ - /ɔ/